# Haliophasma purpureum
Haliophasma purpureum är en kräftdjursart som beskrevs av William Aitcheson Haswell 1881. Haliophasma purpureum ingår i släktet Haliophasma och familjen Anthuridae. Inga underarter finns listade i Catalogue of Life.